# بوب كونينغهام (لاعب كرة قدم)
بوب كونينغهام هو لاعب كرة قدم ولاعب كرة قدم كندية كندي، ولد في 26 سبتمبر 1927 في Port Credit ‏ في كندا، وتوفي في 8 أكتوبر 2006. لعب مع أوتاوا راف ريدرز.